# وکیل‌آباد (ارزوئیه)
وکیل‌آباد، مرکز دهستان وکیل آباد و روستایی از توابع بخش مرکزی شهرستان ارزوئیه در استان کرمان ایران است.

## جمعیت
این روستا در دهستان وکیل آباد قرار دارد و براساس سرشماری مرکز آمار ایران در سال ۱۳۹۵، جمعیت آن ۲،۵۳۷ نفر (۷۱۲ خانوار) بوده‌است.